# Лайтапродерсдорф
Лайтапродерсдорф (нім. Leithaprodersdorf) — політична громада в політичному окрузі Айзенштадт-Умгебунг федеральної землі Бургенланд, в Австрії.
Лайтапродерсдорф лежить на висоті  196 м над рівнем моря і займає площу  18,9 км². Громада налічує 1169 мешканців. 
Густота населення 62/км².  
|                                           |
| Лайтапродерсдорф на мапі округу та землі. |

 Адреса управління громади: Schulgasse 1, 2443 Leithaprodersdorf. 

## Демографія
Історична динаміка населення міста за даними сайту Statistik Austria

## Галерея

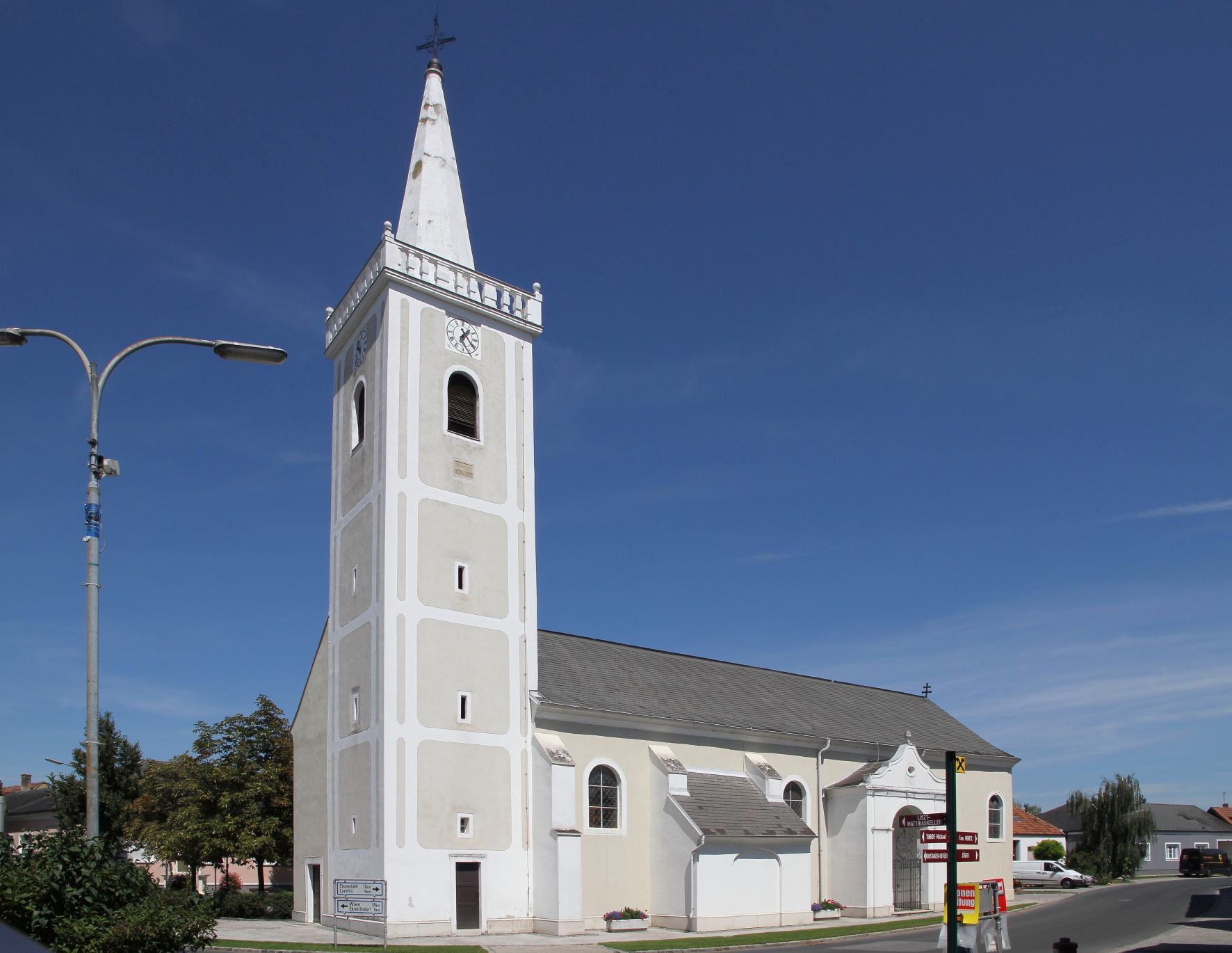
Церква
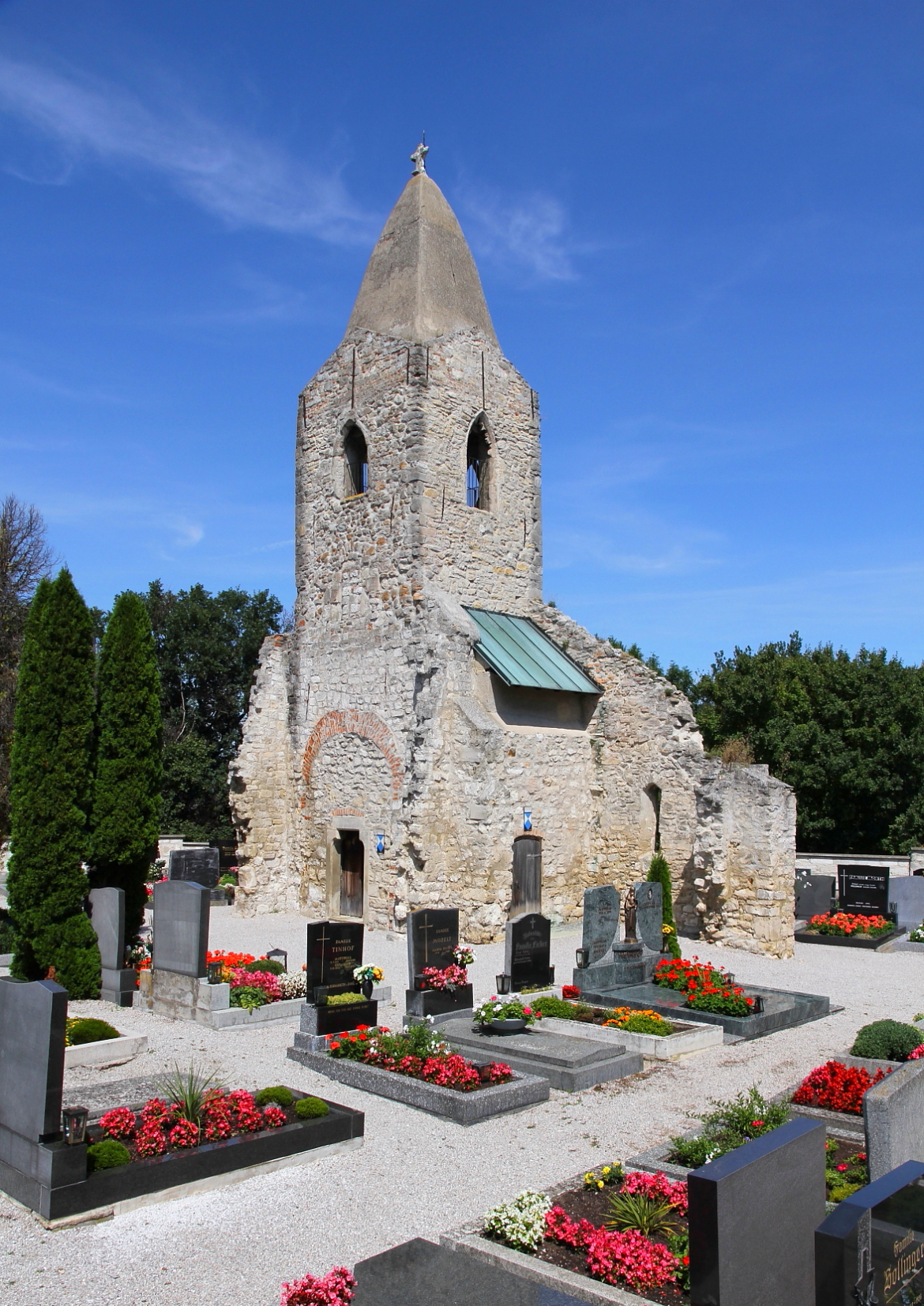
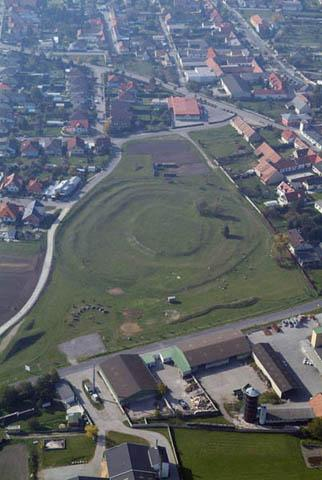

## Виноски
1. 1 2 3 4  OpenStreetMap — 2004.
2. ↑  Dauersiedlungsraum der Gemeinden Politischen Bezirke und Bundesländer - Gebietsstand 1.1.2018 — Статистичне управління Австрії.
3. ↑  Статистичне управління Австрії Bevölkerung am 1.1.2021 nach Ortschaften (Gebietsstand 1.1.2021)
4. ↑  www.leithaprodersdorf.gv.at. Архів оригіналу за 18 грудня 2014. Процитовано 29 жовтня 2013.
5. ↑  Gemeindedaten von Leithaprodersdorf. Архів оригіналу за 29 вересня 2007. Процитовано 29 жовтня 2013.

| Австрія | Це незавершена стаття з географії Австрії. Ви можете допомогти проєкту, виправивши або дописавши її. |